# 日の出 (雑誌)
『日の出』（ひので）は、新潮社が発行した大衆雑誌。1932年（昭和7年）創刊。1945年（昭和20年）12月に廃刊。

## 歴史
新潮社では文学投稿雑誌『文章倶楽部』、それに代わって『新潮』を大衆的にしたような『文学時代』を1929年から刊行していた。さらにこれに替えて、講談社の大衆雑誌『キング』の大成功に倣い、経営の向上のために同様の雑誌発行を目論んだ。新潮社の顧問をしていた加藤武雄が、『キング』創刊に携わっていた編集者広瀬照太郎と西文夫を引き抜き、1932年8月に創刊号を発行。牧逸馬、吉川英治、中村武羅夫などの連載小説を掲載。しかし創刊号は30万部刷って半分が返品という状況だった。
当初は『キング』に対抗するために付録を付けていたが（33年10月号の「世界に輝く日本の偉さはここだ」など）、これにより赤字が累積し、2年後に付録を廃止したが発行部数は落ちなかった。1934年には、1931年に新潮社に入社して『日本文学大辞典』の編集に携わっていて、のちに直木賞作家となる和田芳恵が編集部に入る（1941年に退社）。
1935年には角田喜久雄の持ち込み原稿「妖棋伝」を連載、角田は一躍流行作家となった。1935年に牧逸馬（=長谷川海太郎）「都会の怪異 七時〇三分」を掲載予定だったが、原稿の途中で牧は急死し、残り部分はあらかじめ筋を聞いていた和田芳恵が残りを書き足して掲載された。また長谷川伸にはかつて頼んだ原稿を返したことから関係が悪くなっていたが、和田が牧の葬式で骨折りをしたことを新妻莞から聞いていたことで、短編「旅鴉苫の蒲団」の原稿をもらい、以後も執筆するようになった。
1936年は海音寺潮五郎の直木賞受賞作「武道伝来記」を掲載、また山岡荘八「男の恋」掲載、続いて「浅草の雨」も好評だったため、「陸の波止場」連載となった。山岡の紹介で梶野悳三の「俺は水兵」などを掲載。1937年に久米正雄が芥川龍之介の自殺に触れるものを書く予定だったが、どうしても書けず、山岡が代わりに「折鶴」を書いて久米名義で掲載した。また1937年からは純文学作家の作品を毎号載せることになり、新年号では尾崎士郎「吹雪の朝」を載せた。5月号では藤沢桓夫「佯わらぬ女」、6月号では武田麟太郎「葉桜」。林芙美子もかつて「放浪記」の原稿を新潮社に持ち込んで返されて以来書いてなかったが、説得して9月号に「大阪の雁」を掲載。林は、若い人向けの「青春叢書」の企画を提案し、これを1940年に新潮社で実現して石坂洋次郎などが執筆したが、陸軍情報局の鈴木少佐がこれの新聞広告を見て怒り、叢書は中止となった。
浪曲の作詞をしていた正岡容は小島政二郎の弟子になって小説を書こうとしていたが、1940年に古川緑波公演予定の「圓太郎馬車」を掲載した。1940年には時局を反映して、獅子文六「虹の工場」、竹田敏彦「若い未亡人」などが連載された。
埋草記事の常連には高橋鉄、永見七郎、大久保康雄、八幡良一などがいた。八幡が柔道の石黒敬七について書いた「欧州武勇伝」に登場する怪力のエジプト人を、名前を忘れて思いつきでアブダラ・ハンデーと書いたが、後にこれが本当の名前のように流布された。八幡はその後編集部に入り、1941年に退社して日本放送出版協会に移籍した。
新潮社では、1945年（昭和20年）11月に『新潮』を復刊し、入れ替わるように12月に『日の出』は廃刊となる。かつて『日の出』編集者だった和田芳恵は1947年に中間小説誌の嚆矢と言われる『日本小説』を創刊し、新潮社でも同年に『小説新潮』を創刊した。

## 連載小説
- 1932年 牧逸馬「心の波止場」、吉川英治「燃える富士」、中村武羅夫「新女性線」、和田邦坊「口笛吹いて百万両」
- 1933年 大佛次郎「逢魔の辻」、甲賀三郎「犯罪発明者」、白井喬二「若衆髷」、浜帆一(吉川英治の別名）「あるぷす大将」、加藤武雄「春の暴風」
- 1934年 吉川英治「修羅時鳥」、江戸川乱歩「黒蜥蜴」、谷譲次「新巌窟王」、中村武羅夫「月に立つ虹」
- 1935年 野村胡堂「江戸の坩堝」、角田喜久雄「妖棋伝」、吉川英治「新編忠臣蔵」、山中峯太郎「西郷隆盛」、サトウハチロー「青春五人男」
- 1936年 福永恭助「花咲く潜望鏡」、野村胡堂「甲武信ヶ嶽伝奇」、角田喜久雄「変化如来」、岩崎栄「新宝島」、横溝正史「夜光虫」、岡田三郎「母の花環」
- 1937年 福永恭助「上海陸戦隊」、横溝正史「悪魔の紋章」、片岡鉄兵「風の女王」
- 1938年 加藤武雄「煌めく星座」、片岡鉄兵「火の匂ふ唇」、長谷川伸「八丈つむじ風」、尾崎士郎「新篇坊ちゃん」
- 1939年 川口松太郎「明治天一坊」、江戸川乱歩「幽鬼の塔」、藤沢桓夫「大阪五人娘」
- 1940年 小島政二郎「森の石松」、獅子文六「虹の工場」、竹田敏彦「若い未亡人」、川口松太郎「月夜菊」、武田麟太郎「黒髪の記」（中断）
- 1941年 竹田敏彦「太陽の子等」
- 1942年 藤沢桓夫「生活の樹」、太平陽介「ベンガルの陽」、舟橋聖一「桔梗物語」
- 1943年 石坂洋次郎「花咲く道」、江戸川乱歩「偉大なる夢」
- 1944年 梶野悳三「海から来た男」